# Kuurne-Bruxelles-Kuurne 1976
La Kuurne-Bruxelles-Kuurne 1976, trentaduesima edizione della corsa, si svolse il 7 marzo su un percorso di 206 km, con partenza e arrivo a Kuurne. Fu vinta dal belga Frans Verhaegen della squadra Flandria-Velda-W-VL Vleesbedrijf davanti ai connazionali Franky De Gendt e Hervé Vermeeren.

## Ordine d'arrivo (Top 10)
| Pos. | Corridore         | Squadra                          | Tempo    |
| ---- | ----------------- | -------------------------------- | -------- |
| 1    | Frans Verhaegen   | Flandria-Velda-W-VL Vleesbedrijf | 5h09'00" |
| 2    | Franky De Gendt   | Ijsboerke-Colnago                | a 50"    |
| 3    | Hervé Vermeeren   | Maes Pils-Rokado                 | s.t.     |
| 4    | Walter Planckaert | Maes Pils-Rokado                 | a 1'20"  |
| 5    | Dirk Baert        | Carlos                           | s.t.     |
| 6    | Eric Leman        | Zoppas-Splendor-Sinalco          | s.t.     |
| 7    | Marc Renier       | Ijsboerke-Colnago                | s.t.     |
| 8    | Rachel Dard       | Peugeot-Esso-Michelin            | s.t.     |
| 9    | Patrick Sercu     | Brooklyn                         | s.t.     |
| 10   | Daniel Verplancke | Flandria-Velda-W-VL Vleesbedrijf | s.t.     |